# سد وادي العبيد
سدّ وَادِي العَبِيد سد يقع على وادي العبيد بولاية نابل بالشمال الشرقي التونسي قرب الساحل الشمالي الغربي للوطن القبلي.

## صور

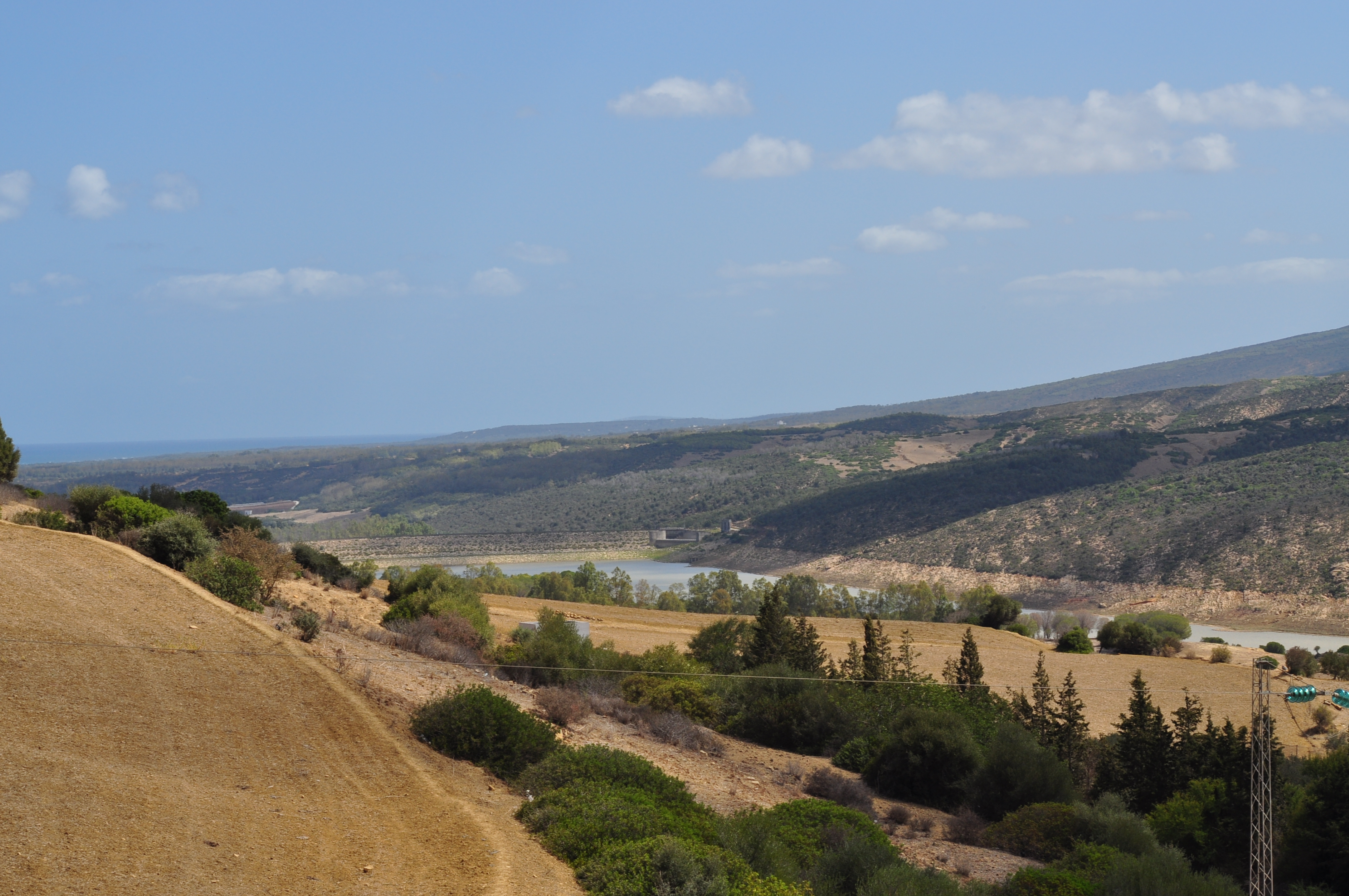
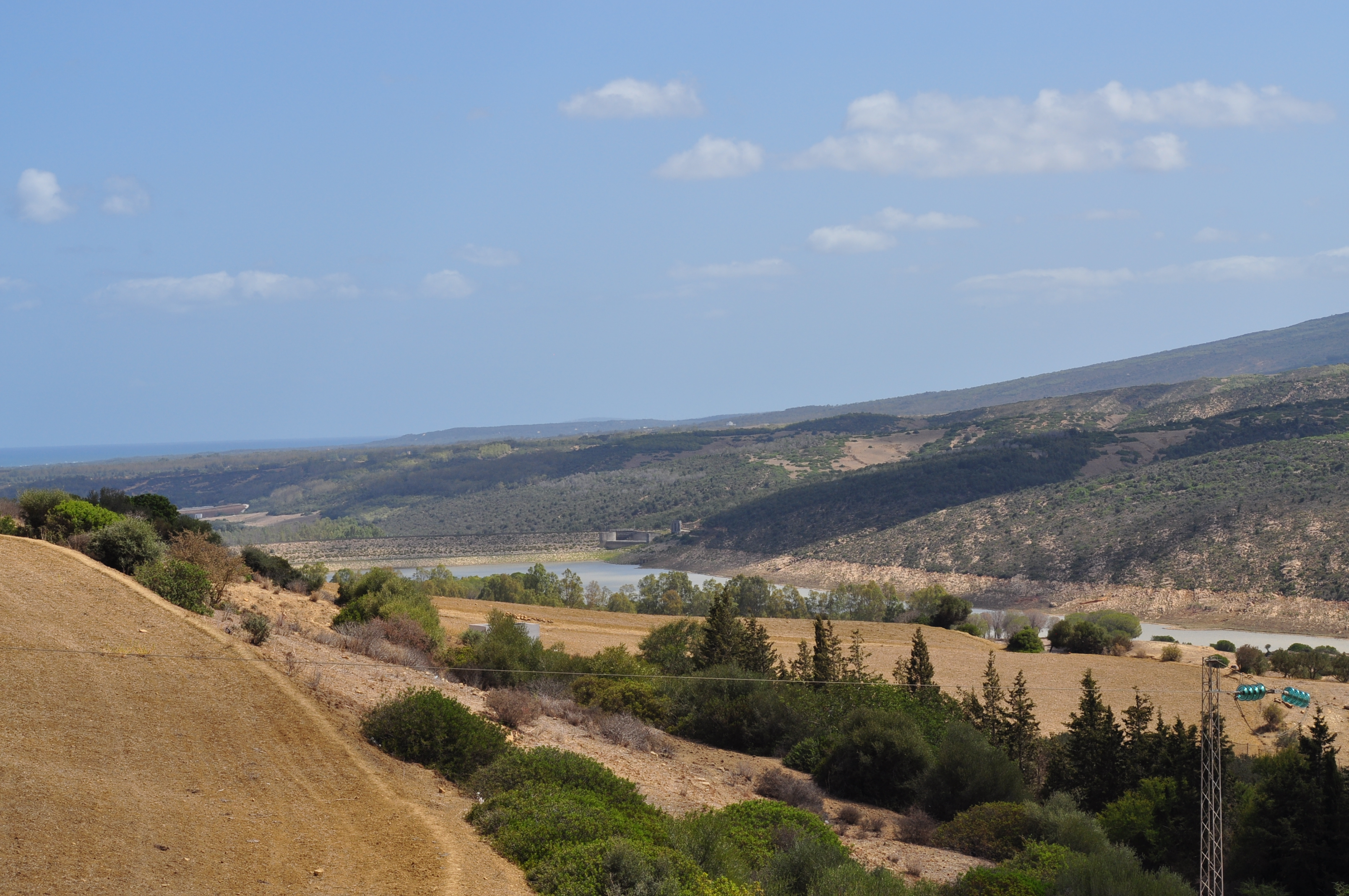
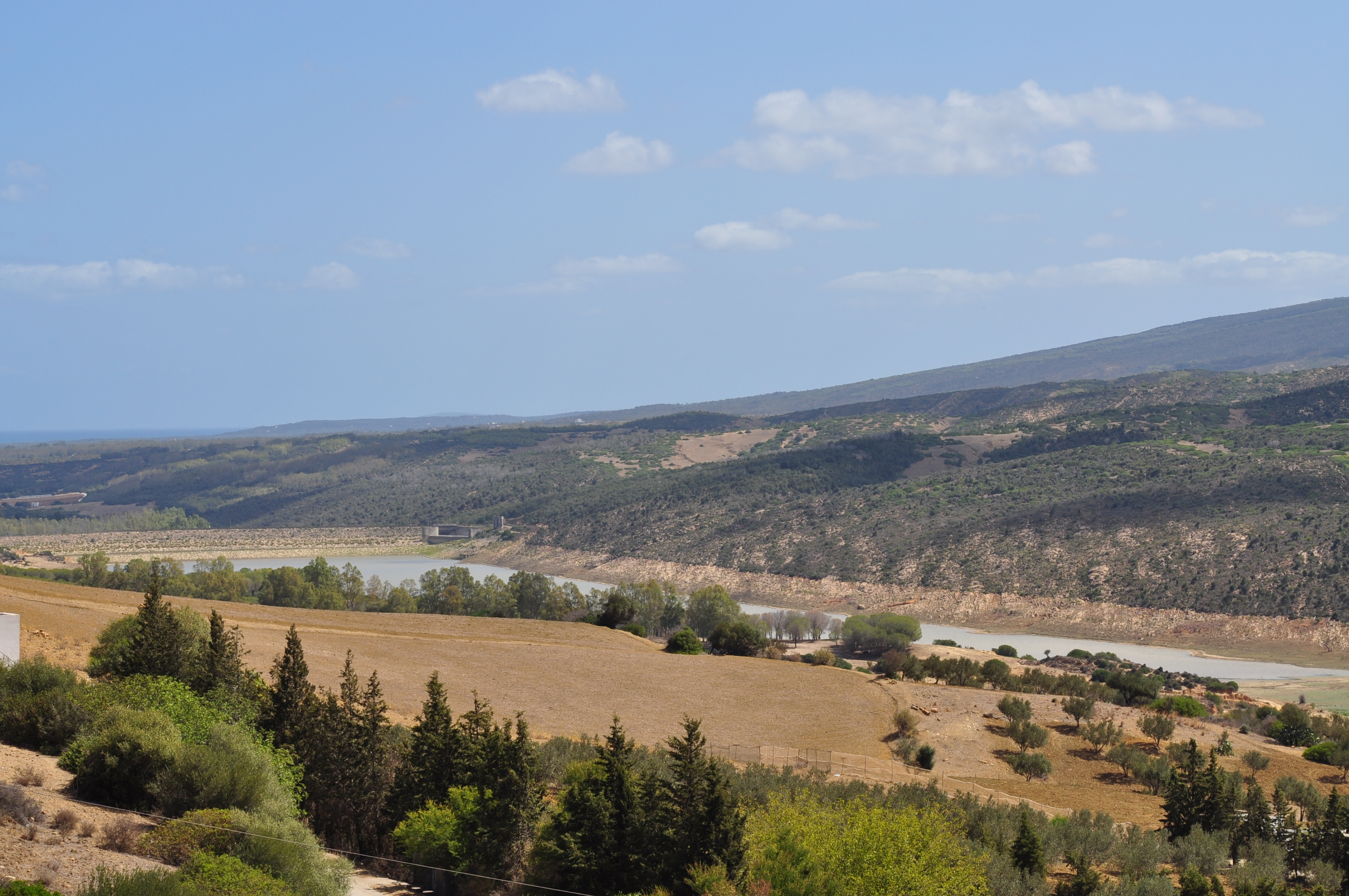
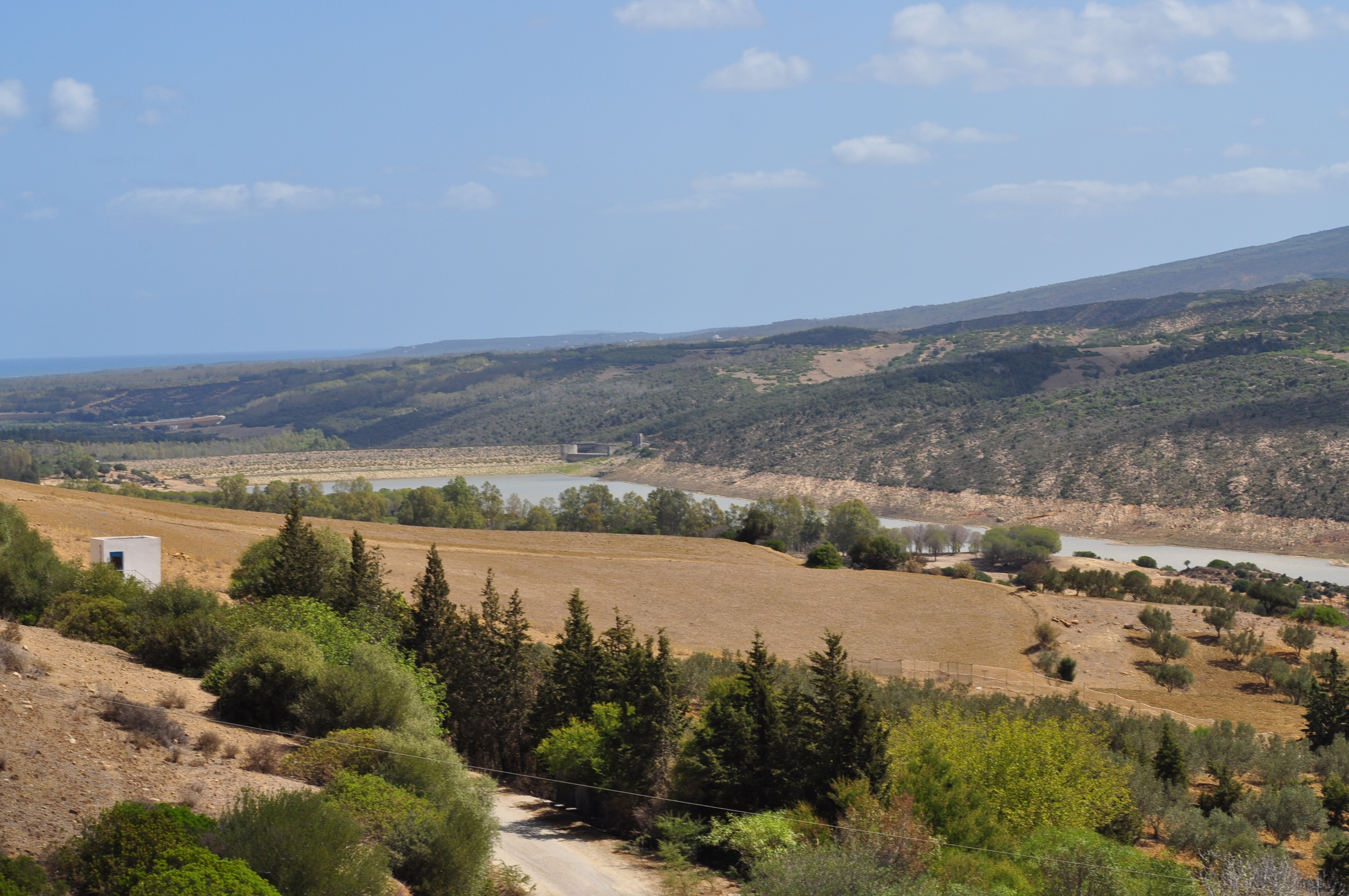
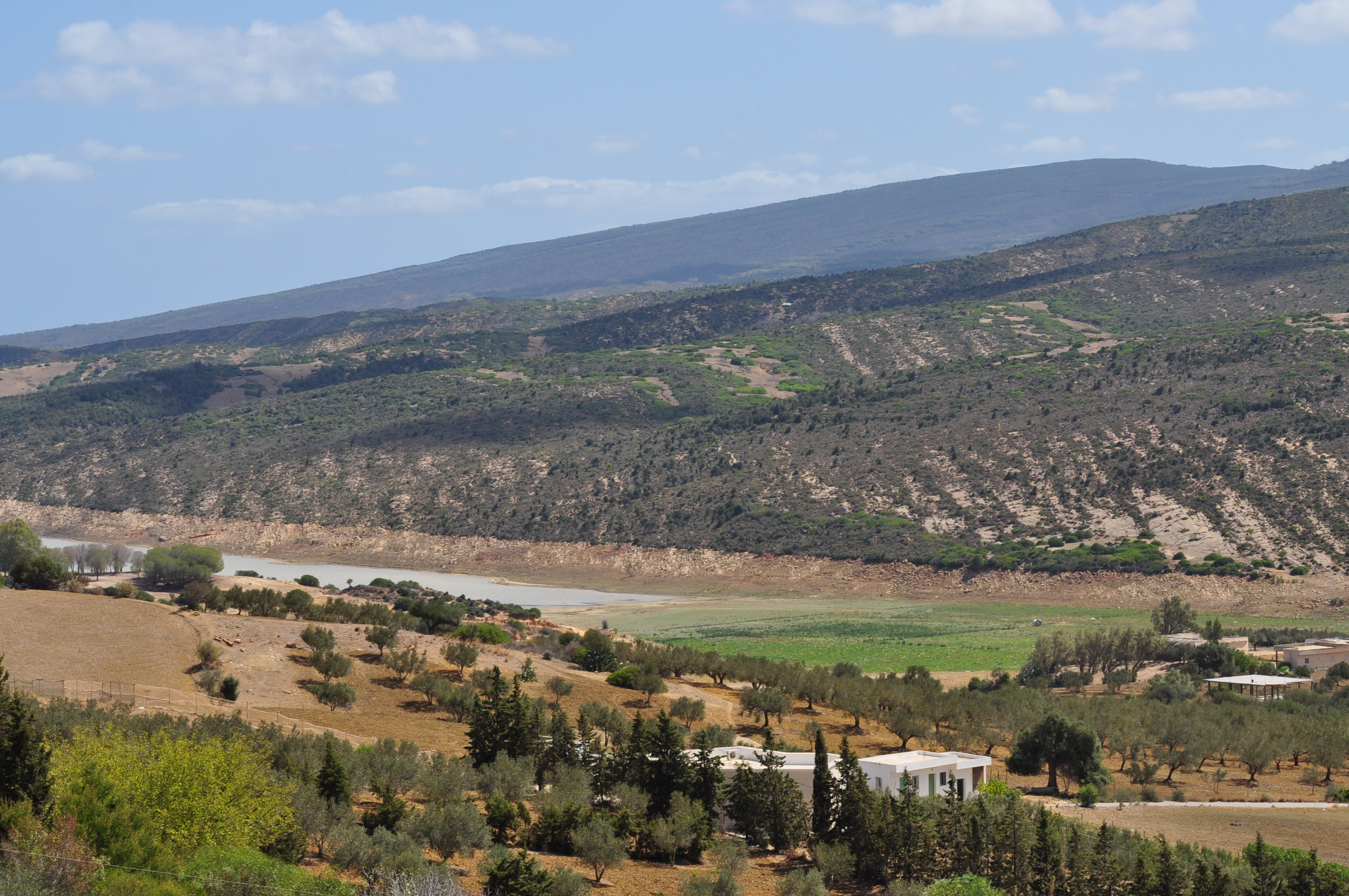
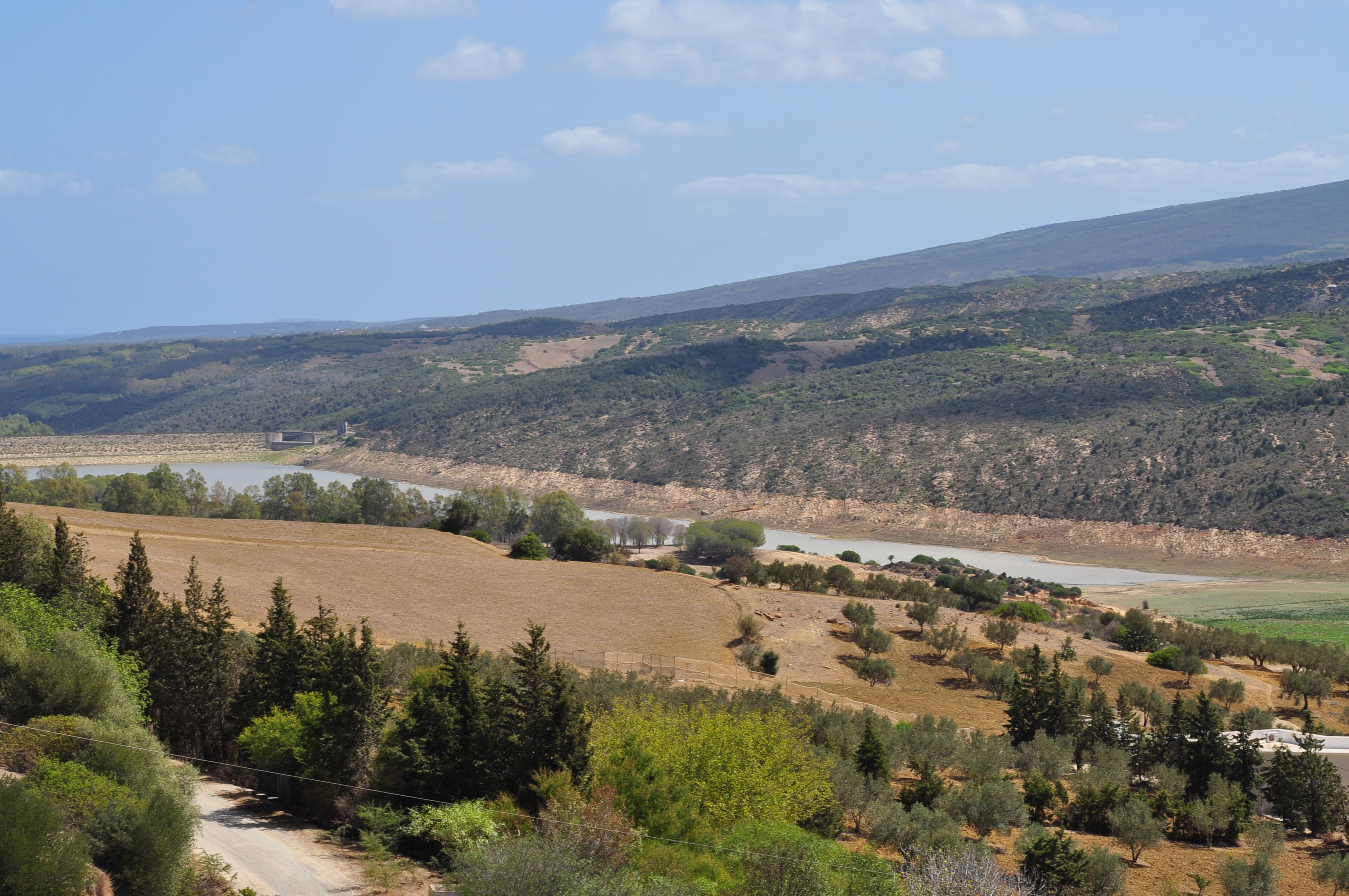
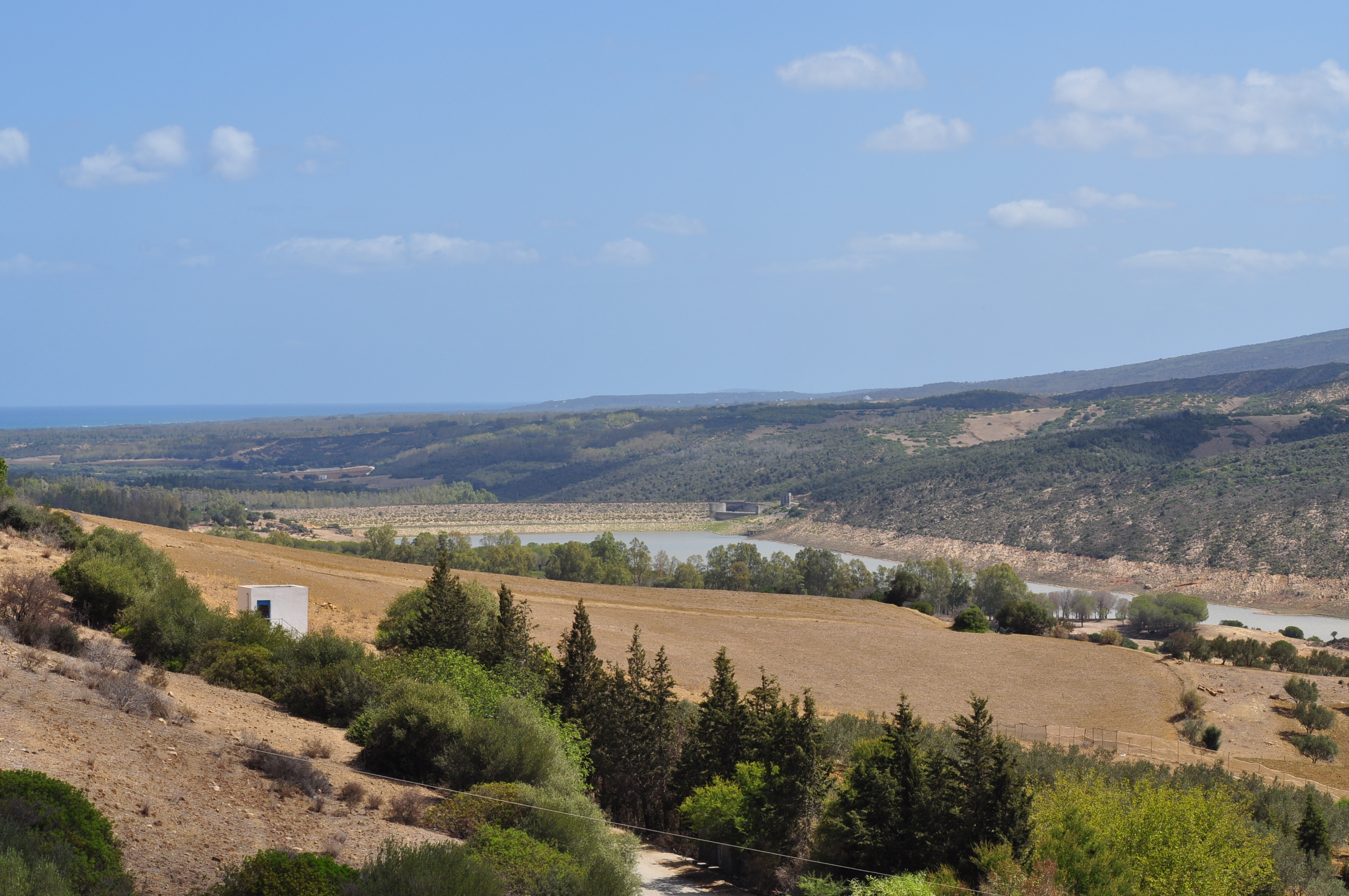
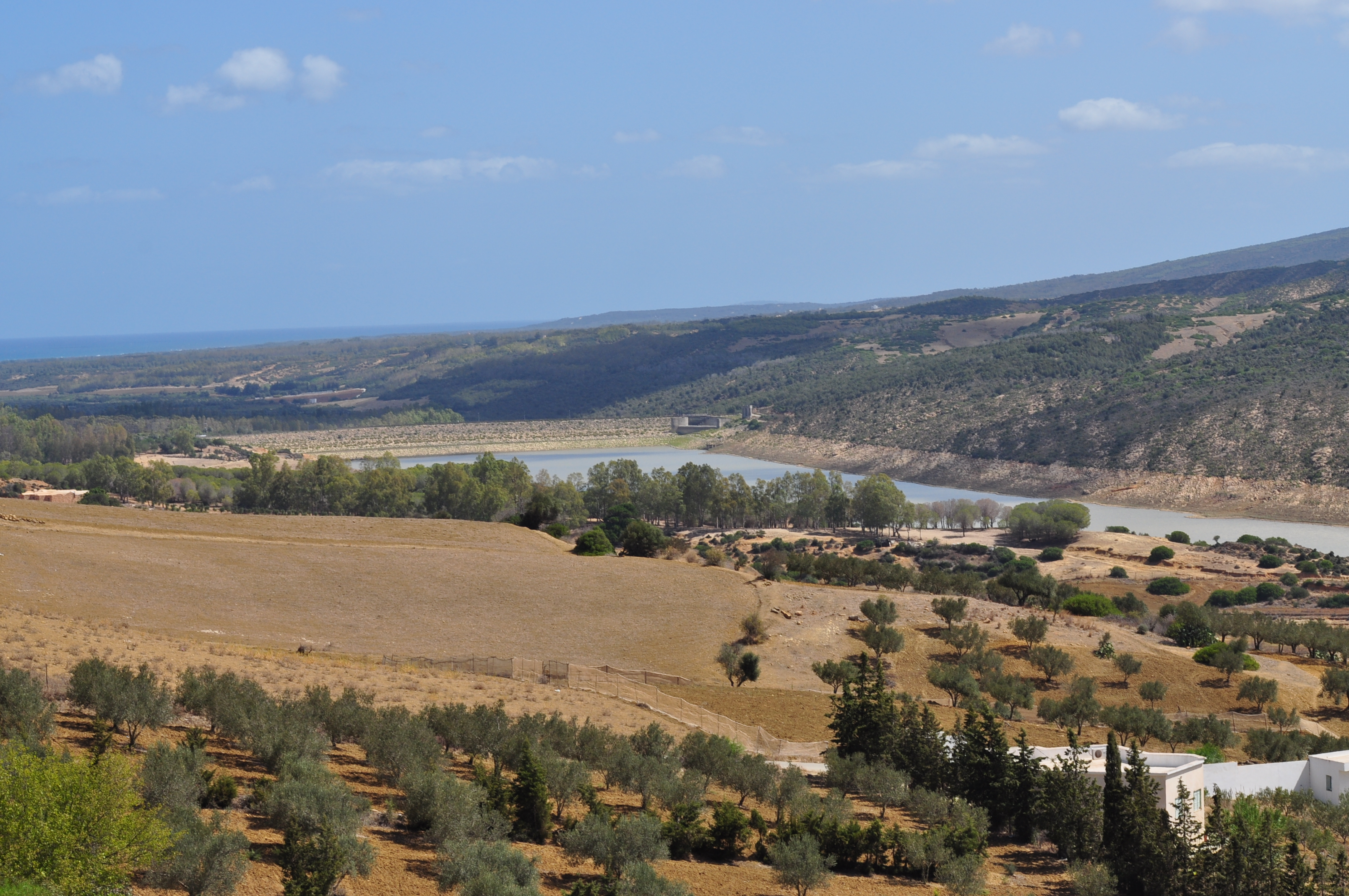
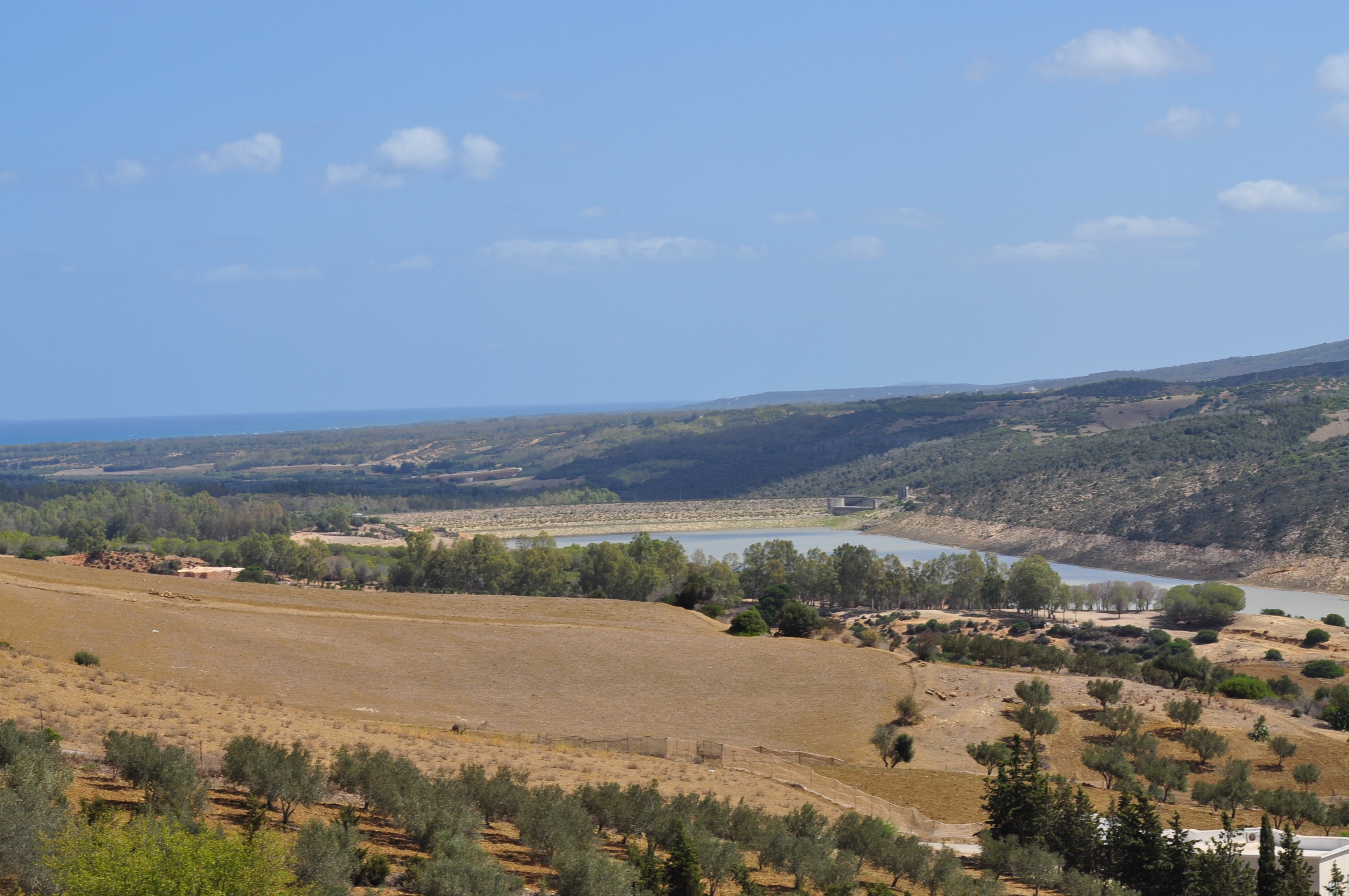
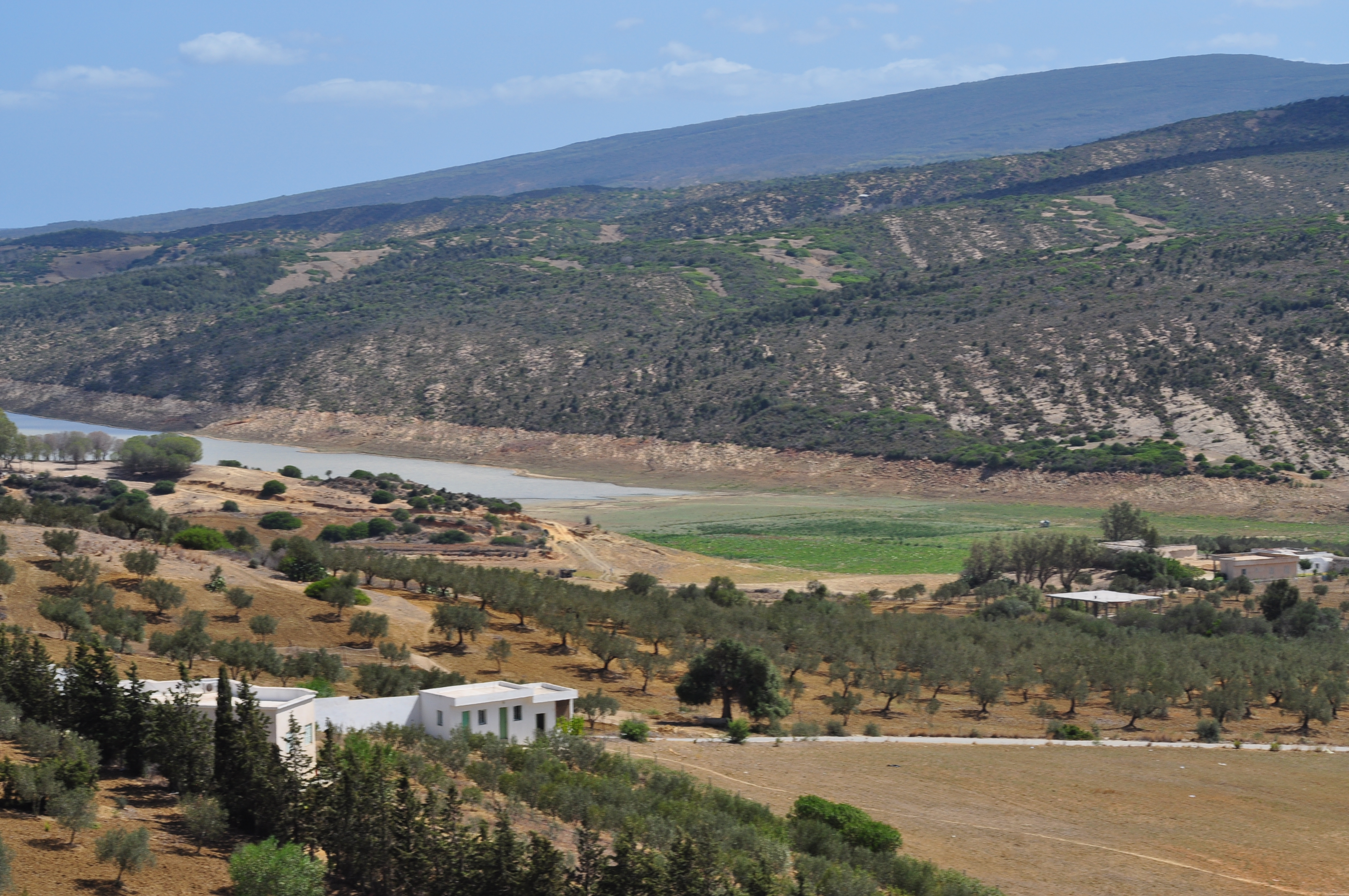
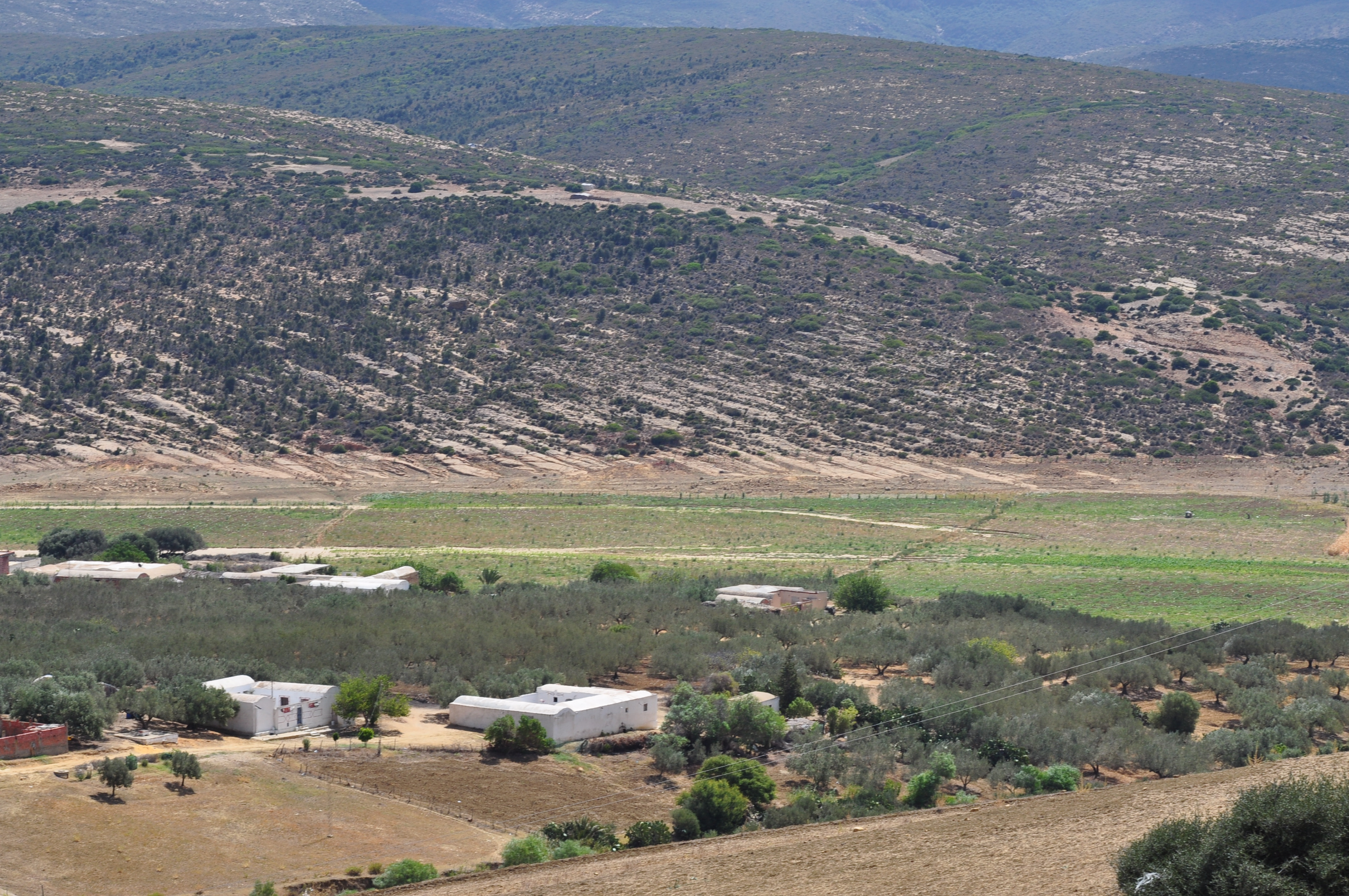
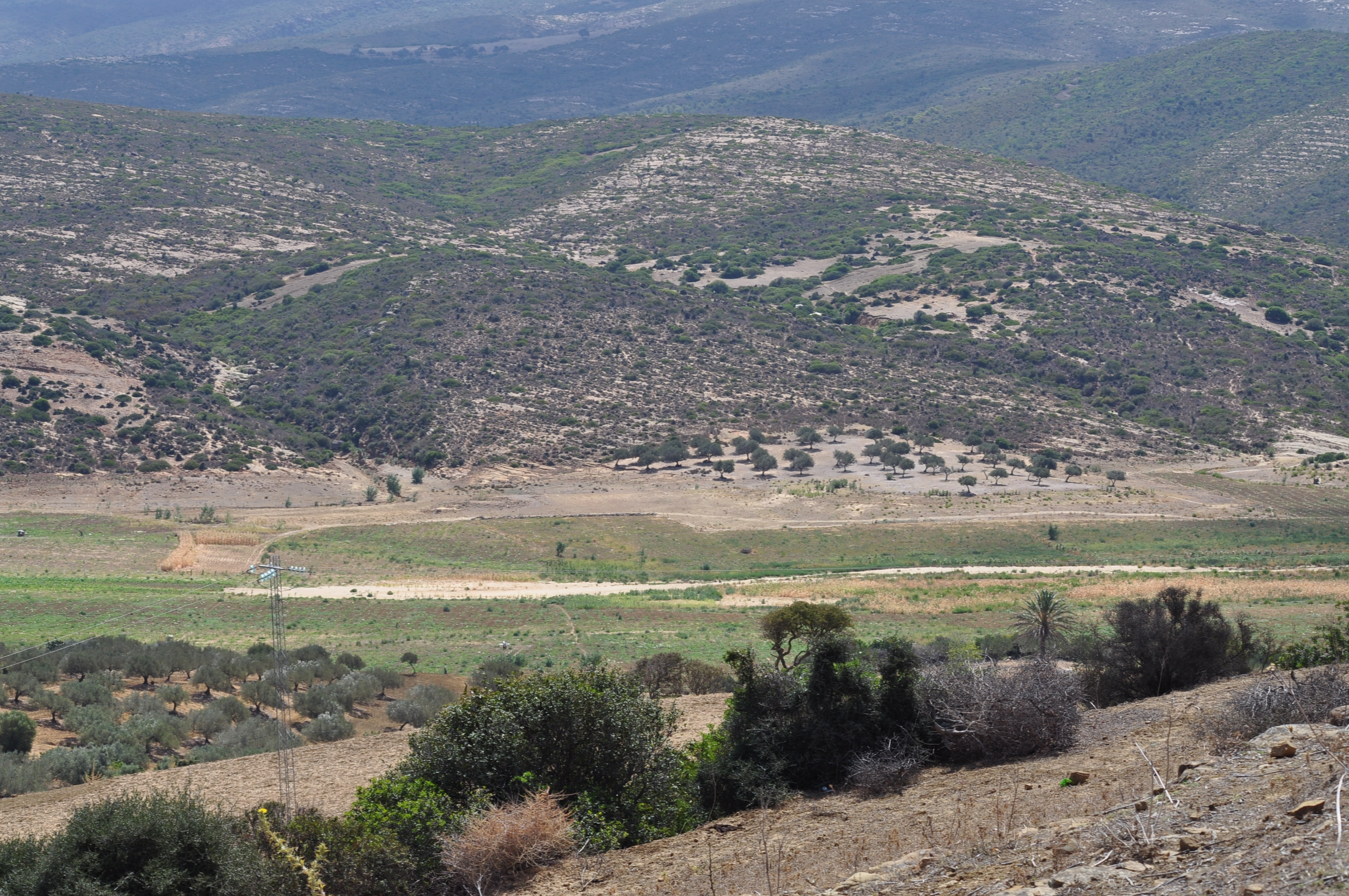
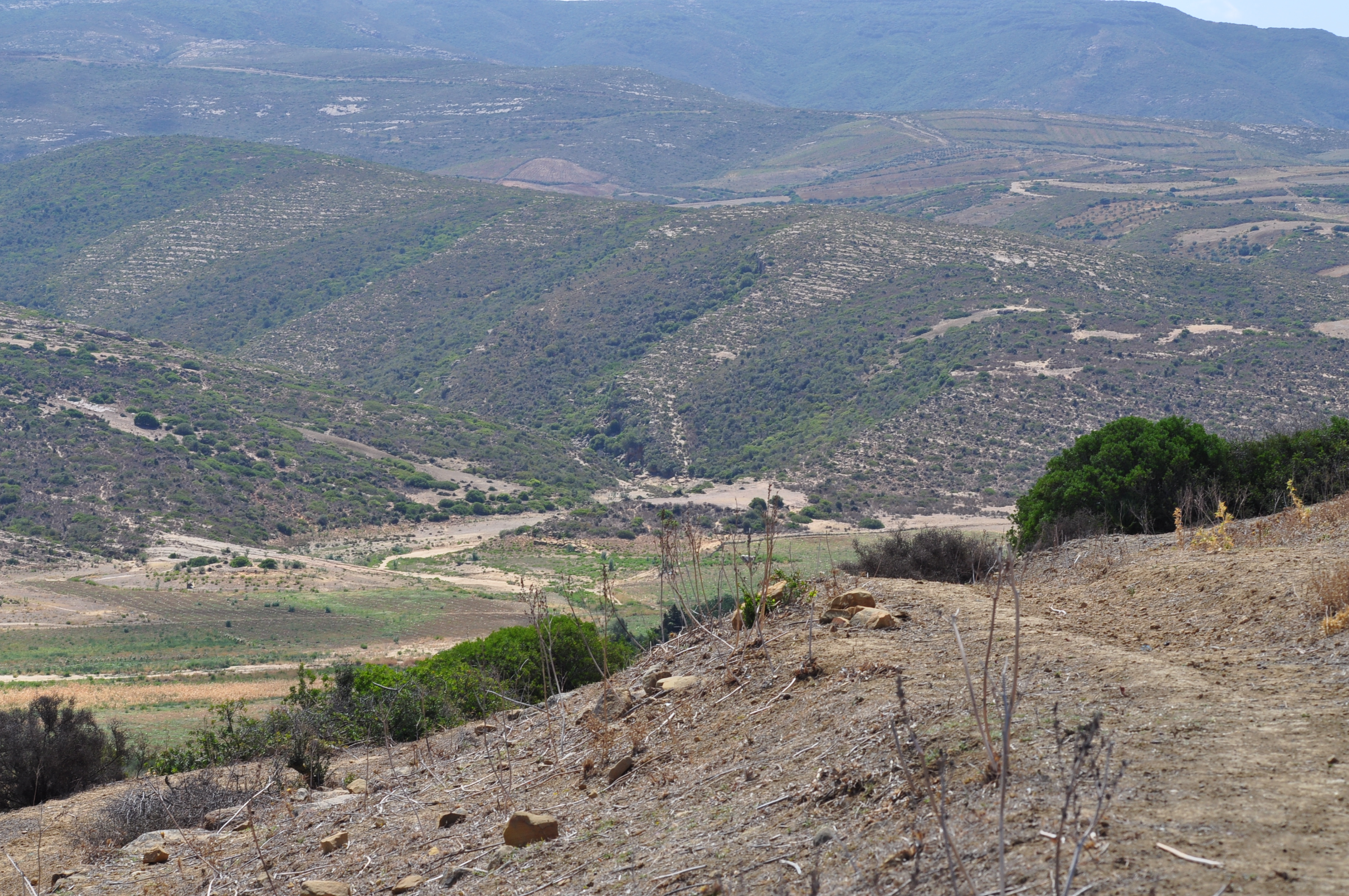
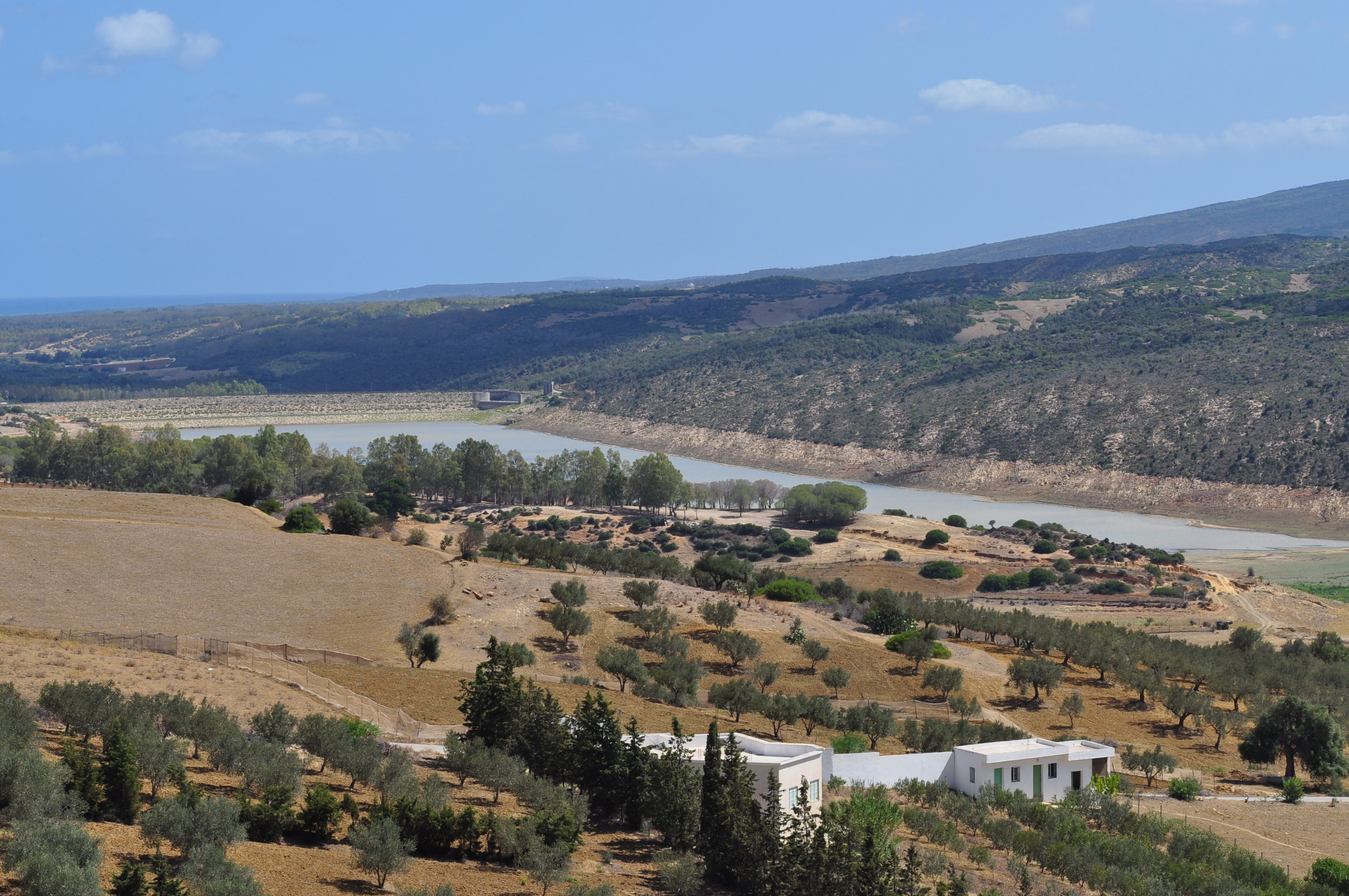
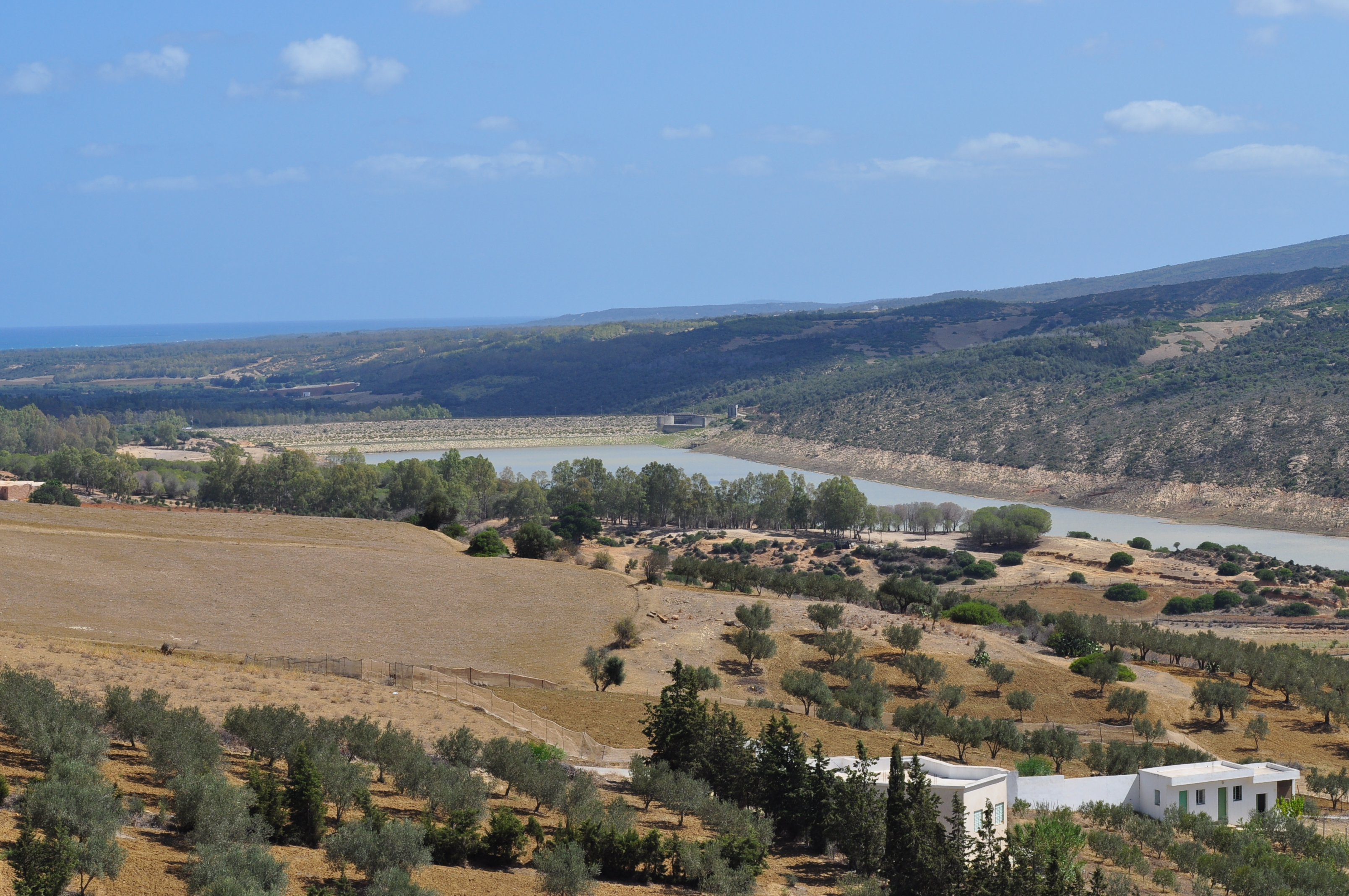
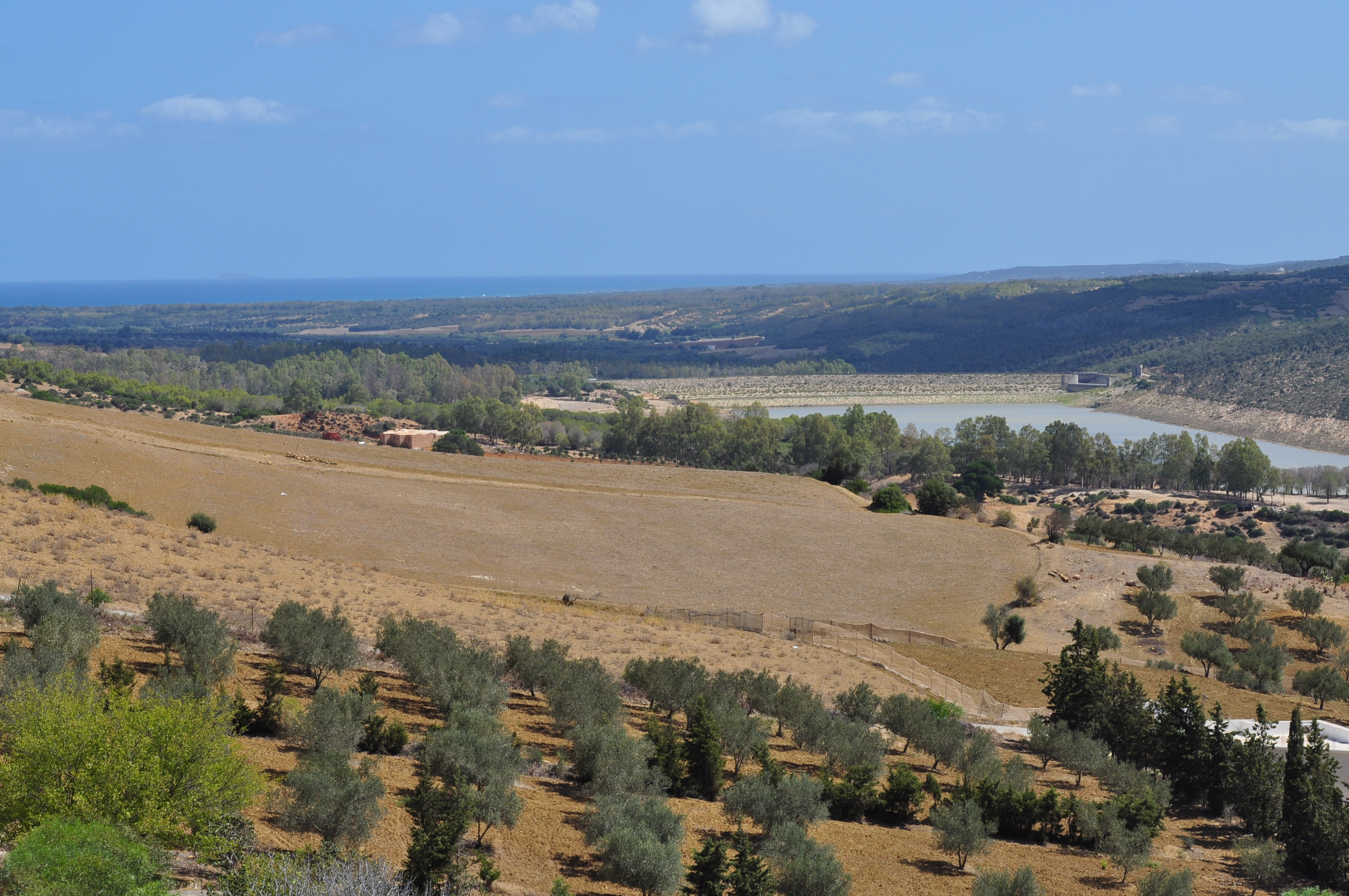
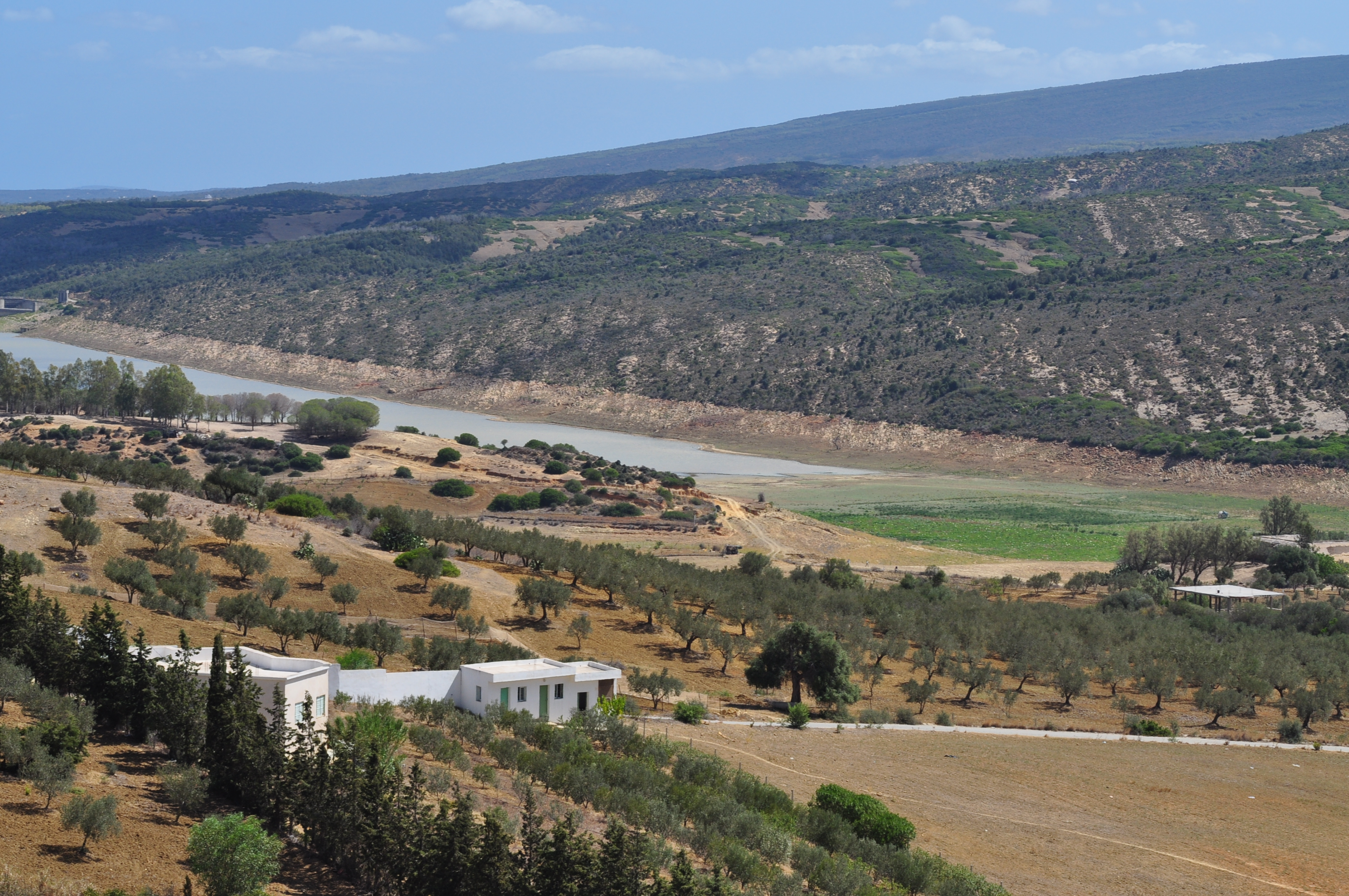
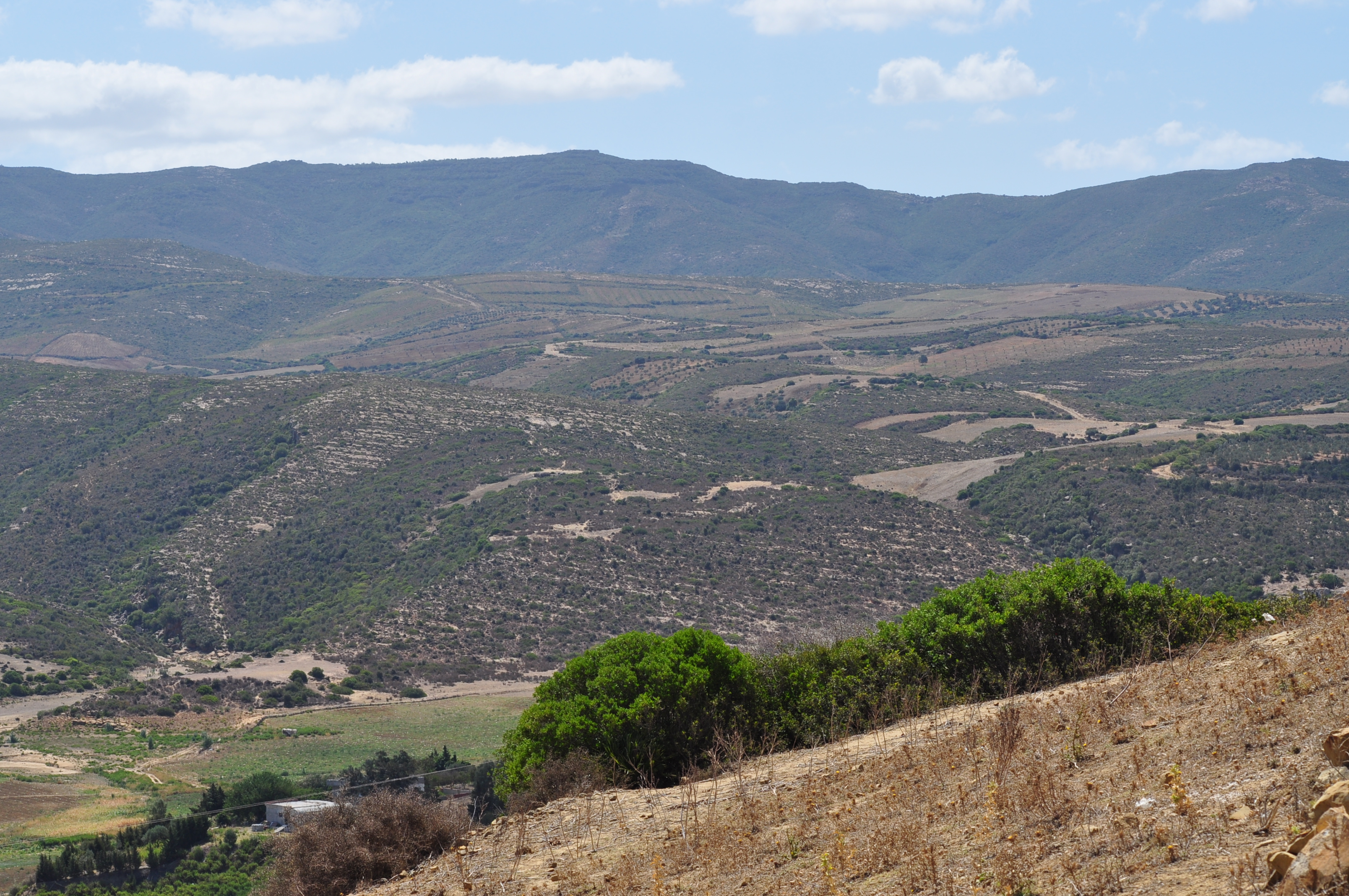
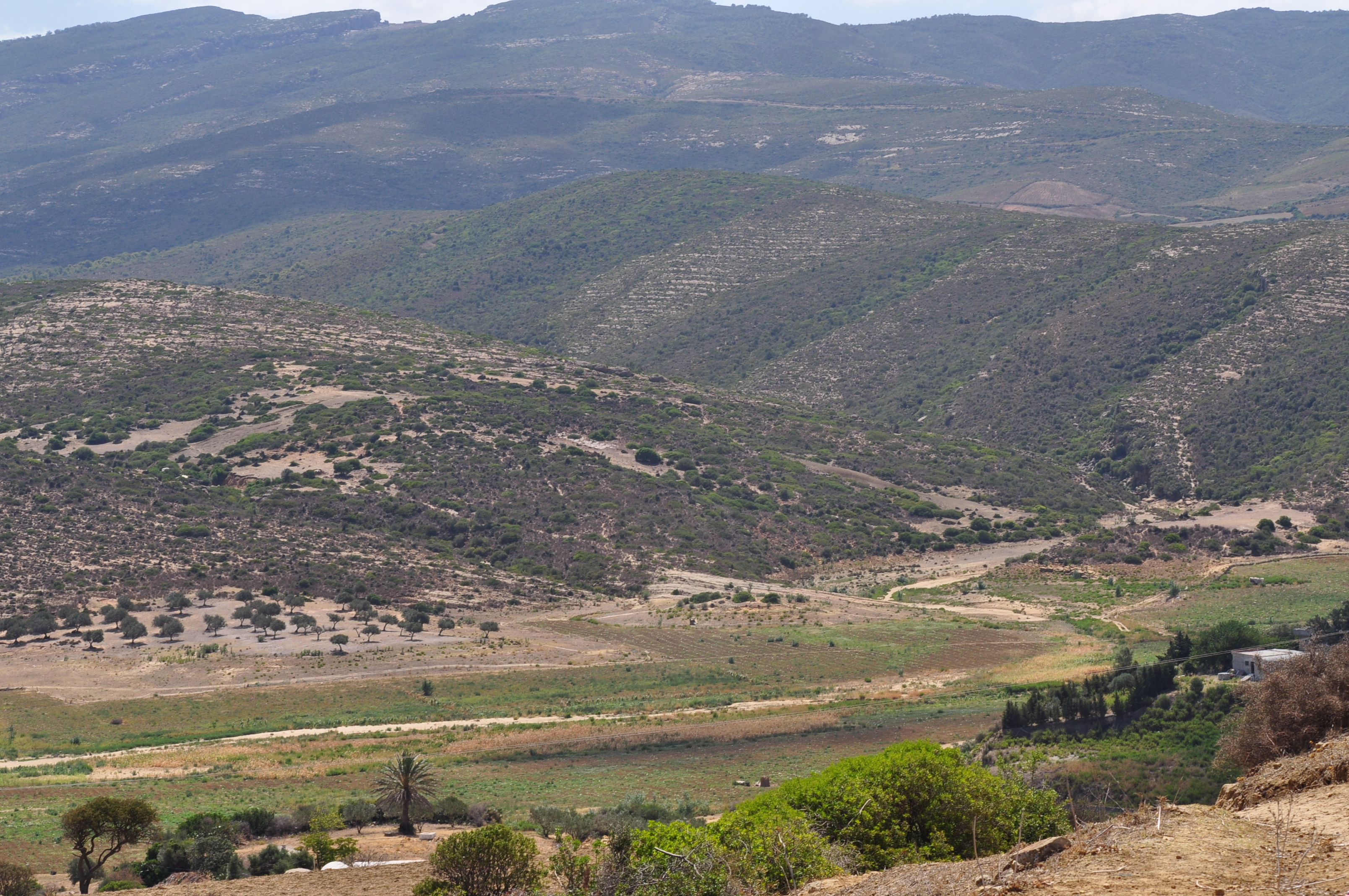
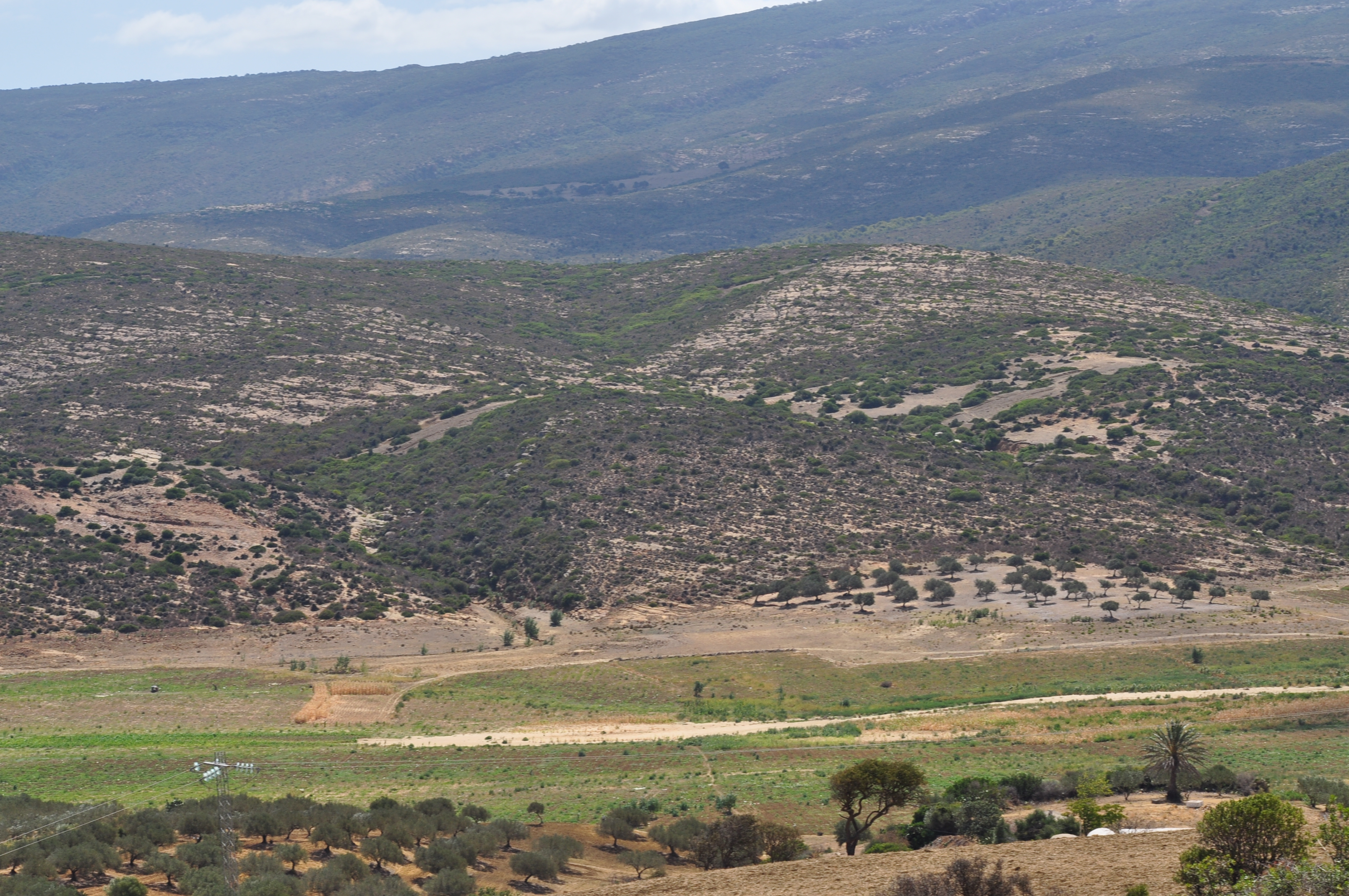
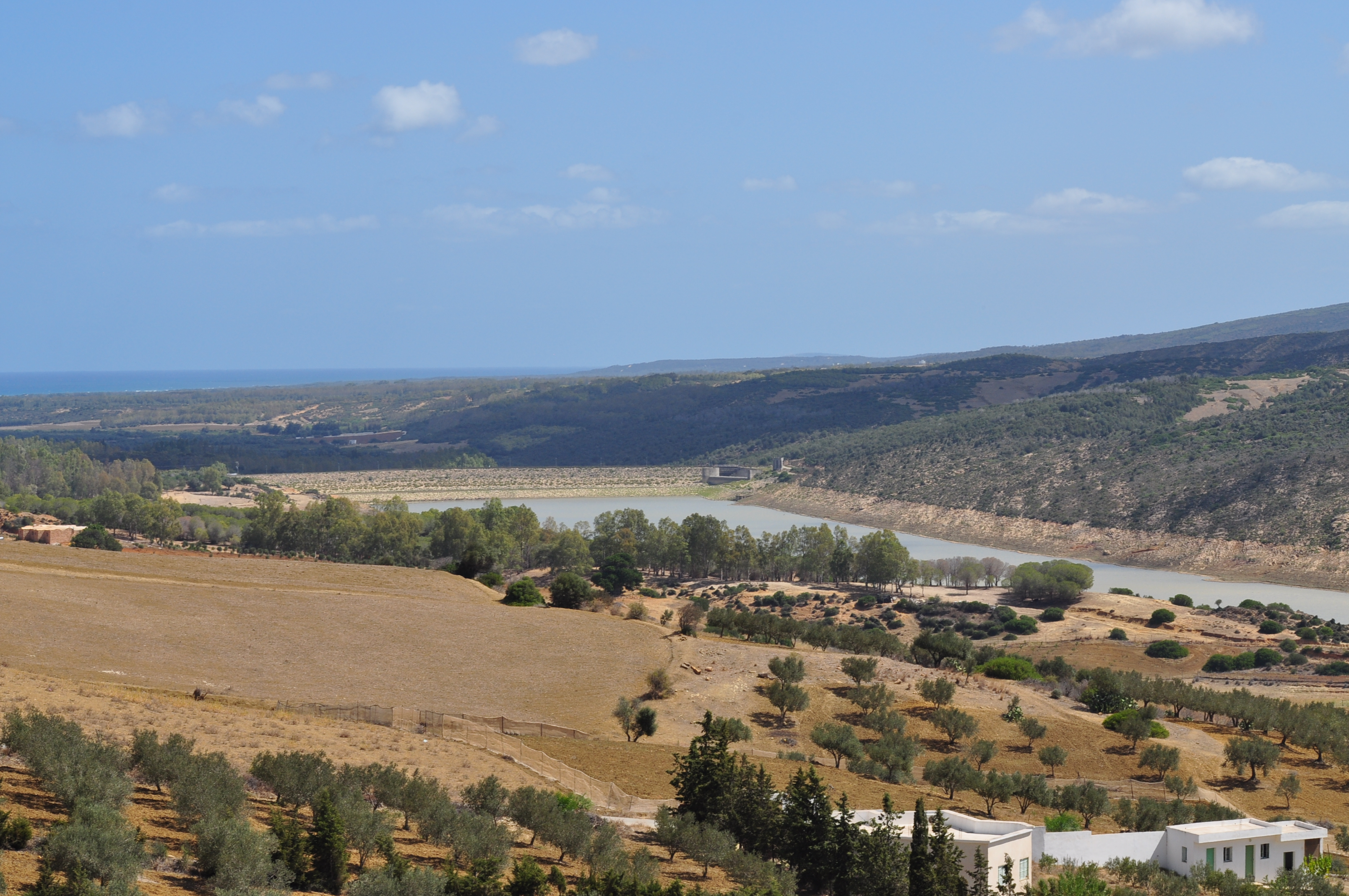
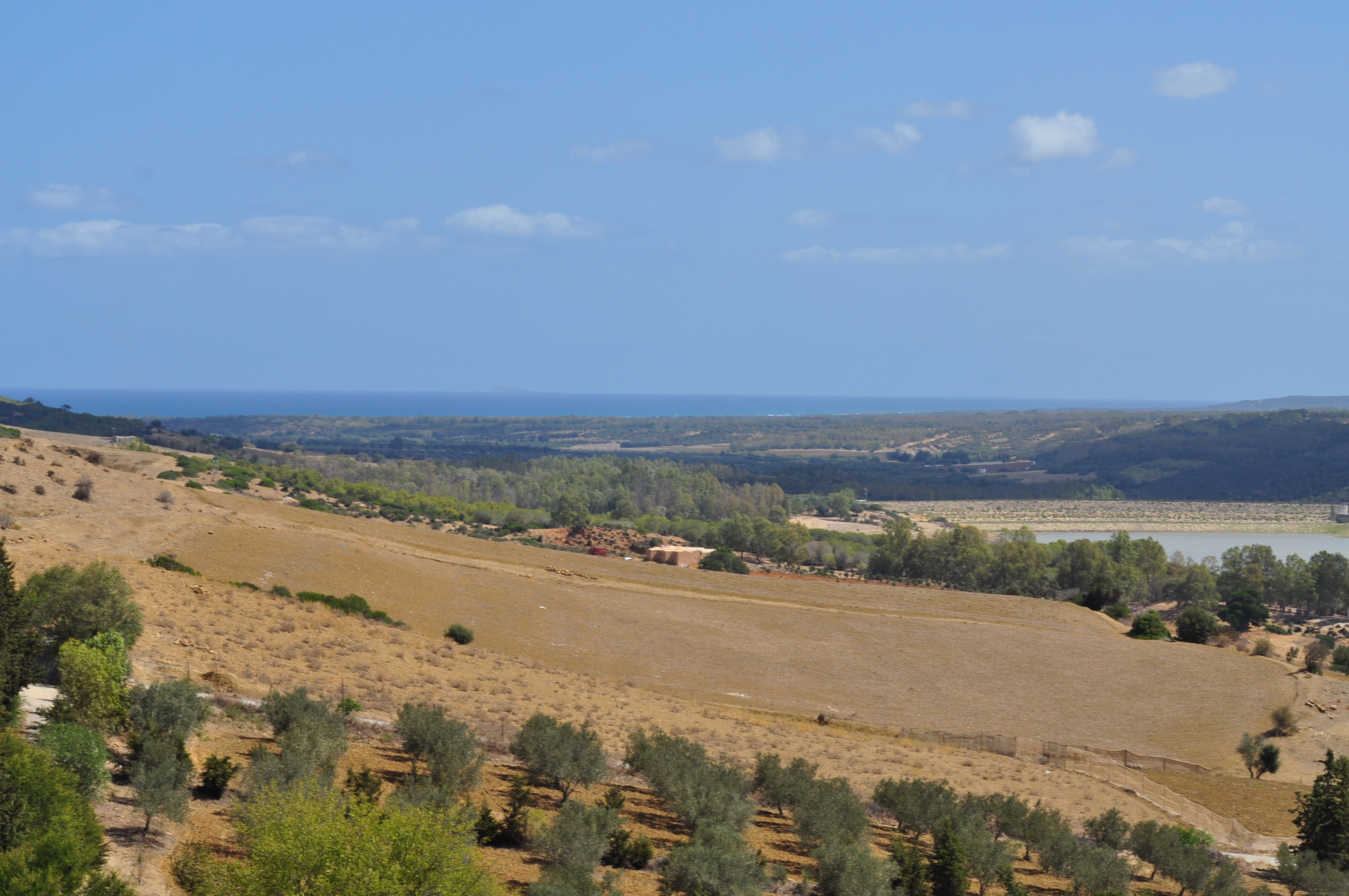
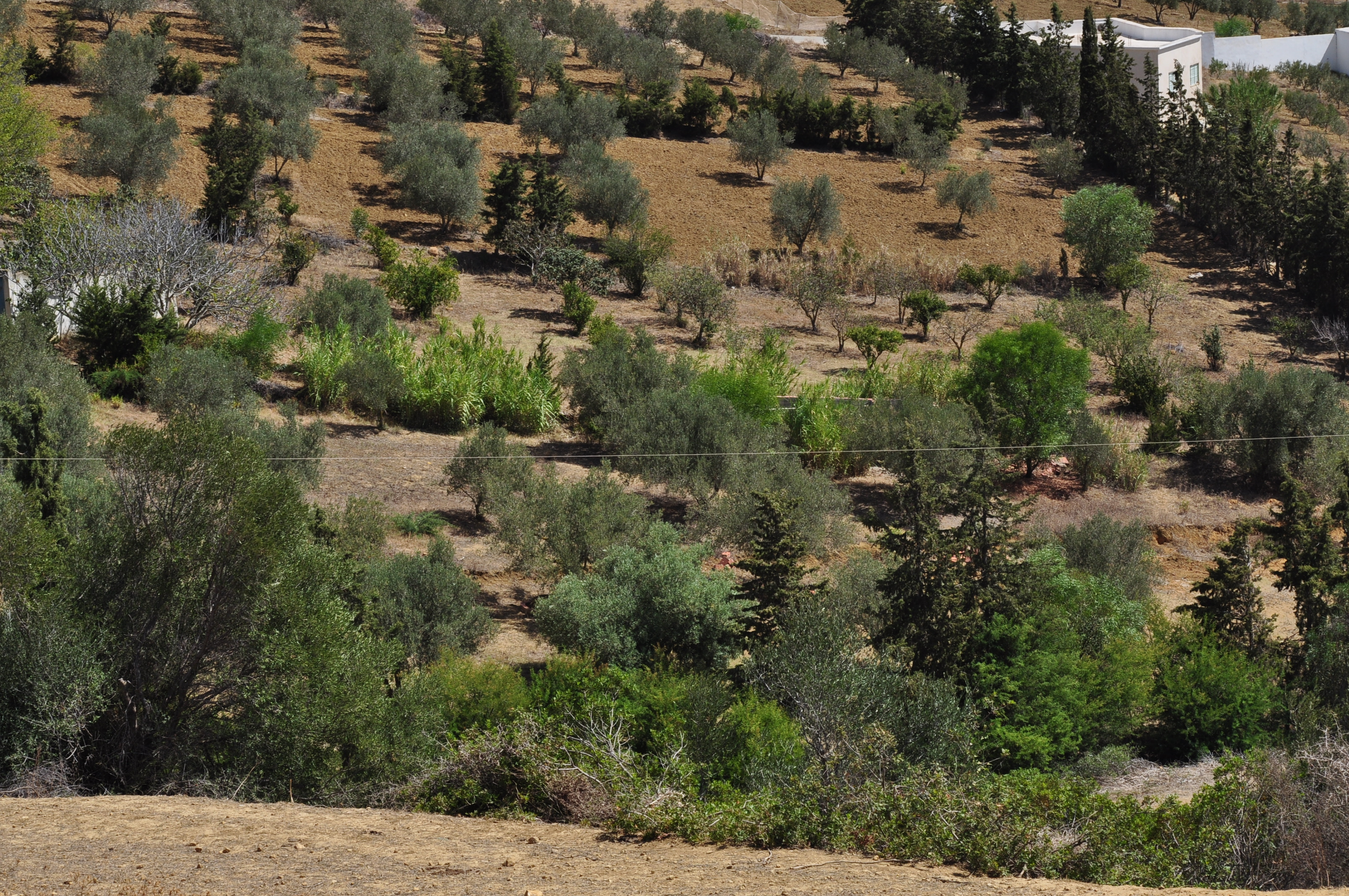